# Ciclo Sabathé

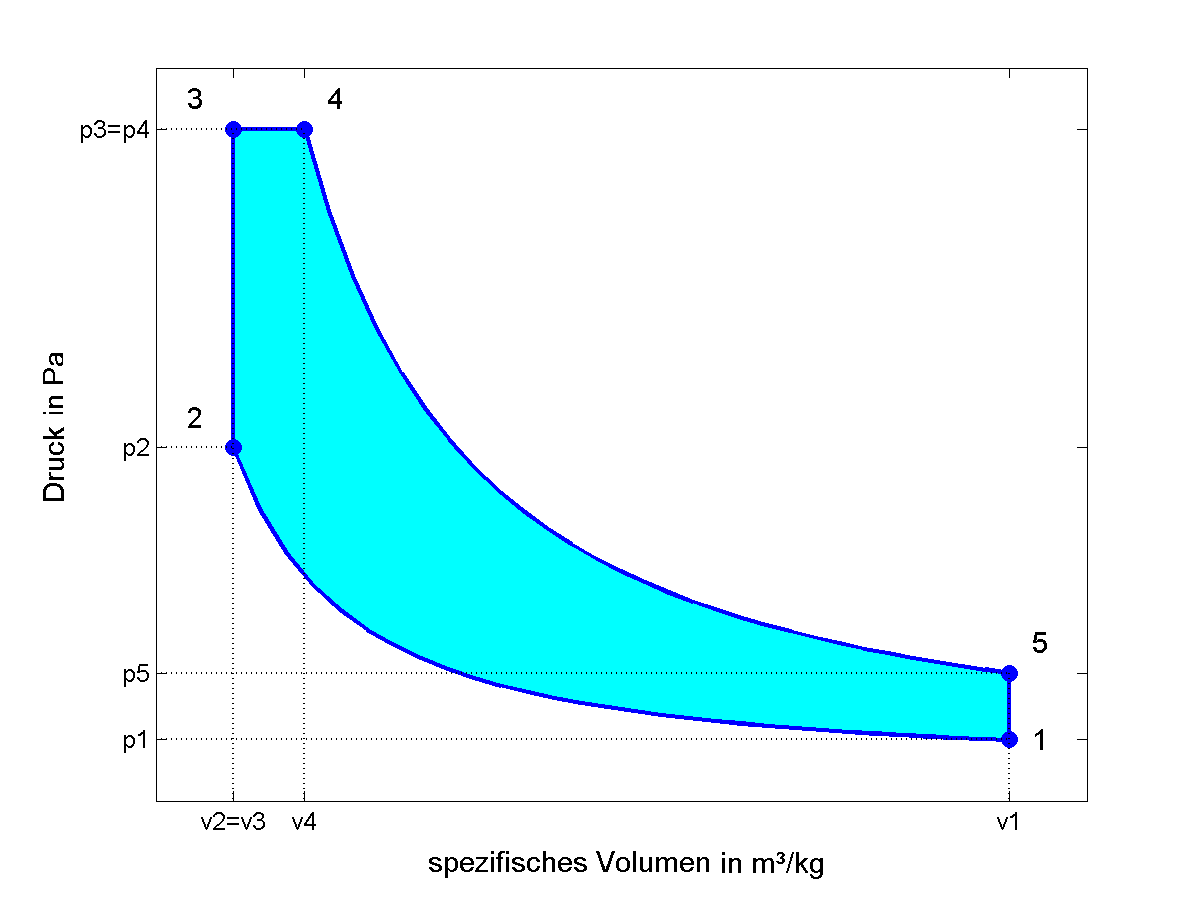
Ciclo Sabathé

Il ciclo Sabathé, detto anche dual combustion o limited pressure o misto o Trinkler o Seiliger, è un ciclo termodinamico di riferimento per i motori a combustione interna nel quale la combustione avviene in parte a pressione costante ed in parte a volume costante.

## Ciclo reale
Sia il motore ad accensione comandata, al posto del ciclo Otto, che il motore ad accensione spontanea, al posto del ciclo Diesel, seguono con migliore approssimazione un ciclo Sabathè: il primo con una più marcata componente isocora, il secondo con una più marcata componente isobara.
Il motore approssima meglio il ciclo Diesel puro quanto più la combustione avviene al PMS e tanto più è lenta in relazione alla velocità del motore, poiché quanto più è lenta la combustione in relazione alla corsa del pistone tanto più sì può ritenere la combustione isobara e generalmente questo è il caso dei grandi motori diesel navali: convenzionalmente si accetta l'approssimazione al ciclo Diesel al di sotto dei 2 Hz (120 giri al minuto), cioè prevalentemente in ambito marino (sia nella versione a quattro che in quella a due tempi). I motori Diesel veloci  per l'autotrazione sono oltre i 40 Hz (cioè caratterizzati da un regime di marcia di oltre 2400 giri al minuto); in tal caso il ciclo ideale va ritenuto di tipo Sabathé.

## Rendimento termico
Il calore entra nel ciclo nelle fasi 2-4, e viene scaricato nella fase 5-1, perciò il rendimento termico vale:
{\displaystyle \eta =1-{\frac {{\dot {Q}}_{5\rightarrow 1}}{{\dot {Q}}_{2\rightarrow 3}+{\dot {Q}}_{3\rightarrow 4}}}}.
Approssimando il fluido di lavoro a un gas reale di portata massica e composizione chimica costante:
{\displaystyle \eta =1-{\frac {c_{v}(T_{5}-T_{1})}{c_{v}(T_{3}-T_{2})+c_{p}(T_{4}-T_{3})}}=1-{\frac {{\frac {T_{5}}{T_{1}}}-1}{{\frac {T_{3}}{T_{1}}}-{\frac {T_{2}}{T_{1}}}+\gamma ({\frac {T_{4}}{T_{1}}}-{\frac {T_{3}}{T_{1}}})}}}, dove γ è la dilatabilità isoentropica.
Poiché la trasformazione 1-2 è isoentropica (cioè {\displaystyle T_{1}\rho _{1}^{1-\gamma }=T_{2}\rho _{2}^{1-\gamma }}) si ha:
{\displaystyle {\frac {T_{2}}{T_{1}}}=\left({\frac {\rho _{1}}{\rho _{2}}}\right)^{1-\gamma }=\rho _{1}^{*1-\gamma }}, dove ρ* è il rapporto volumetrico.
Invece per la trasformazione 2-3 isocora:
{\displaystyle {\frac {T_{3}}{T_{2}}}=\left({\frac {p_{3}}{p_{2}}}\right)=p_{2}^{*}}, dove p* è il rapporto manometrico. 
Per la trasformazione 3-4 isobara:
{\displaystyle {\frac {T_{3}}{T_{4}}}=\left({\frac {\rho _{3}}{\rho _{4}}}\right)=\rho _{3}^{*}}.
Per la trasformazione 4-5 isoentropica si ha:
{\displaystyle {\frac {T_{5}}{T_{4}}}=\left({\frac {\rho _{4}}{\rho _{5}}}\right)^{1-\gamma }=\left({\frac {\rho _{3}^{*}}{\rho _{1}^{*}}}\right)^{1-\gamma }};
e infine per la trasformazione 5-1, di ritorno alle condizioni iniziali, si ha:
{\displaystyle {\frac {T_{5}}{T_{1}}}={\frac {T_{2}}{T_{1}}}{\frac {T_{3}}{T_{2}}}{\frac {T_{4}}{T_{3}}}{\frac {T_{5}}{T_{4}}}=\rho _{1}^{*1-\gamma }p_{2}^{*}\rho _{3}^{*}\left({\frac {\rho _{3}^{*}}{\rho _{1}^{*}}}\right)^{1-\gamma }=p_{2}^{*}\rho _{3}^{*\gamma }},
quindi, si ottiene che il ciclo ha due gradi di libertà una volta scelto il fluido e il rendimento:
{\displaystyle \eta _{(\rho _{1}^{*},p_{2}^{*},\rho _{3}^{*})}=1-{\frac {1-p_{2}^{*}\rho _{3}^{*\gamma }}{\rho _{1}^{*\gamma -1}-p_{2}^{*}\rho _{3}^{*\gamma -1}+\gamma \rho _{1}^{*\gamma -1}p_{2}^{*}(1-\rho _{3}^{*})}}}.